# Круглый дом

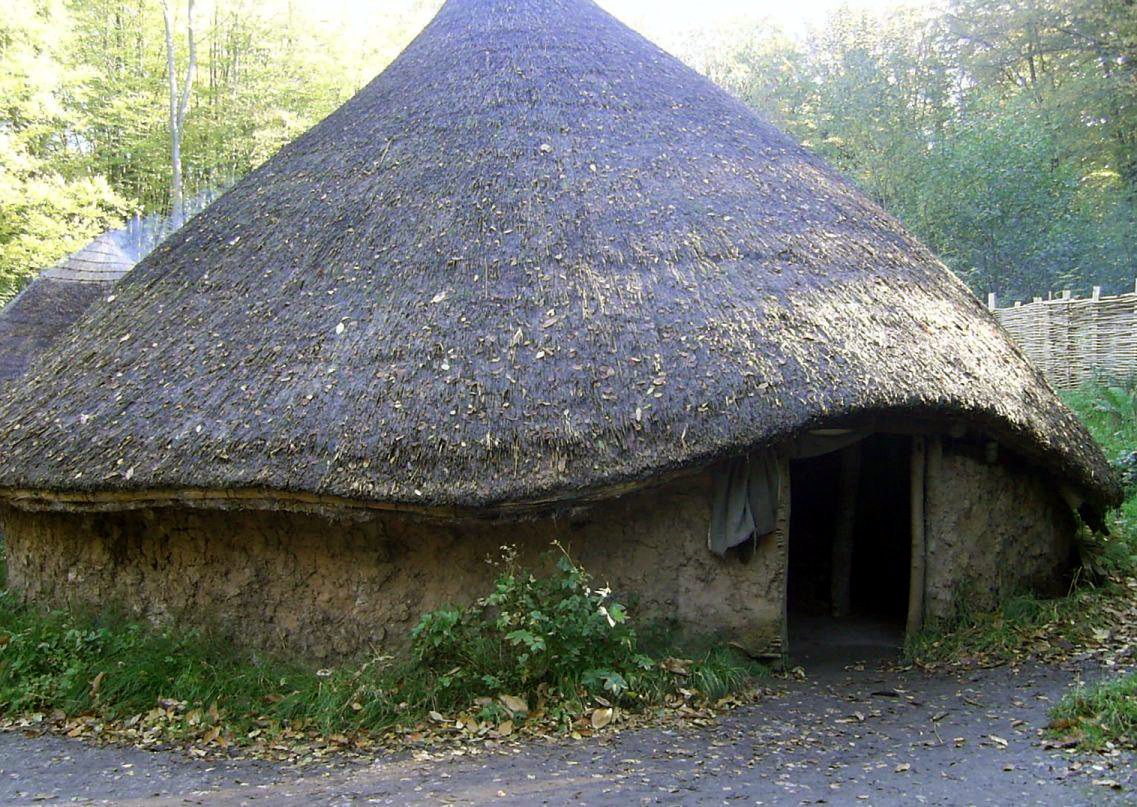
Реконструкция кельтского жилища времён железного века, Уэльс.

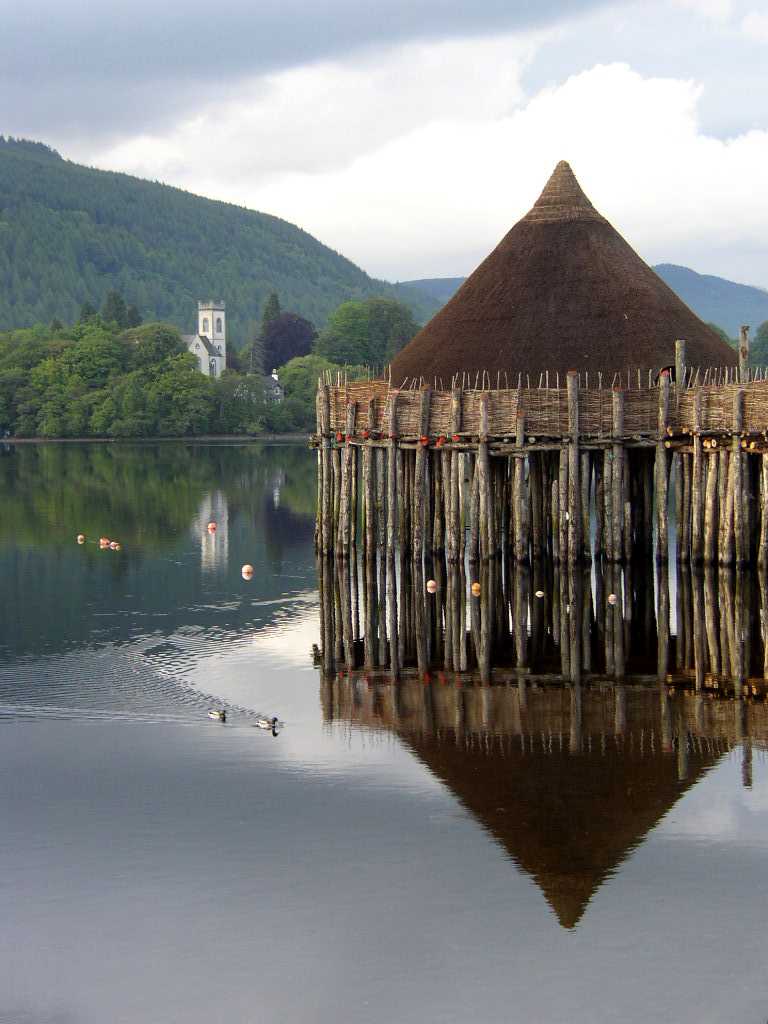
Реконструированный кранног, озеро Лох-Тей, Шотландия

Круглый дом — тип жилища с круглым основанием. Был распространён в Западной Европе до вторжения римлян. Стены дома изготавливались либо из камня, либо из деревянных столбов, соединённых обмазкой, а крыша была конической, покрытой тростником. Диаметр круглого дома варьировал от 5 до 15 метров. Сооружение круглых домов связывается с кельтами.
Круглые дома в доисторическом селении Хирокития на Кипре, скорее всего, не связаны с западноевропейскими, поскольку между ними существует географический и хронологический разрыв в несколько тысячелетий и тысяч километров. Также совершенно самостоятельное происхождение имеют дома типа «рондавель» на юге Африки и круглые дома в Папуа — Новой Гвинее. Напротив, пальоса — традиционное жилище в Галисии, по-видимому, также является продолжением кельтской традиции сооружения круглых домов.

## Экспериментальная археология
Большинство сведений о древних круглых домах происходят от сохранившихся отверстий под сваи; небольшое количество деревянных свай сохранилось в болотистой почве. Часть сведений получена путём экспериментальной археологии. В частности, эксперименты показали, что коническая крыша при наклоне около 45 градусов имела наиболее прочную конструкцию.
Питер Рейнолдс также продемонстрировал, что хотя внутри жилища зажигался огонь для обогрева и приготовления еды, дымовое отверстие на вершине крыши отсутствовало, поскольку создавшаяся при этом тяга могла привести к быстрому возгоранию тростниковой крыши. Предполагается, что дым накапливался под крышей и постепенно выходил через тростник.